# HOXD9
HOXD9‏ (Homeobox D9) هوَ بروتين يُشَفر بواسطة جين HOXD9 في الإنسان.